# Dreifachtonneume
Dreifachtonneumen bestehen aus drei Einzeltonneumen beziehungsweise aus einer Einzeltonneume und einer Doppeltonneume des Gregorianischen Chorals, die auf beliebiger gleicher oder unterschiedlicher Tonhöhe stehen, und stellen eine Form von Gruppenneumen dar. Bei der Kombination von Gruppenneumen wird von Mehrgruppenneumen gesprochen.
Von den Dreifachtonneumen hat allein der Salicus im Gleichklang, bei dem zwei Töne auf gleicher Tonhöhe von einem höheren Ton gefolgt werden, keinen eigenen Namen.
Die wichtigsten Dreifachtonneumen  sind im Folgenden in alphabetischer Reihenfolge aufgeführt und stellen wegen der variablen Intervalle in Bezug auf die Tonhöhe der einzelnen Töne in der Quadratnotation nur Beispiele dar:
| Bezeichnung            | Quadratnotation | Notation St. Gallen / Einsiedeln | Anmerkungen                                                        |
| ---------------------- | --------------- | -------------------------------- | ------------------------------------------------------------------ |
| Climacus               |                 |                                  | Drei Töne, schnelle Bewegung nach unten mit Endartikulation        |
| Salicus im Gleichklang |                 |                                  | Drei schnelle Töne tief-gleich-hoch                                |
| Porrectus              |                 |                                  | Drei schnelle Töne hoch-tief-hoch oder hoch-tief-gleich            |
| Pressus                |                 |                                  | Tonwiederholung, zeigt an, dass der folgende Ton tiefer ist        |
| Salicus                |                 |                                  | Drei Töne, schnelle Bewegung nach oben                             |
| Scandicus              |                 |                                  | Drei Töne, schnelle Bewegung nach oben                             |
| Torculus               |                 |                                  | Drei schnelle Töne in der Folge tief-hoch-tief mit Endartikulation |
| Trigon                 |                 |                                  | Drei Töne in schneller Folge hoch-gleich-tief                      |
| Tristropha             |                 |                                  | breit wiederholte Töne                                             |
| Trivirga               |                 |                                  | breit wiederholte Töne                                             |